# Introspection 2
Introspection 2 is een studioalbum van Thijs van Leer. Na het daverende succes van Introspection kon een tweede deel niet uitblijven. Dezelfde combinatie Van Leer, Van Otterloo, De Jong en Jacobs trok de Durecostudio te Weesp in om voort te borduren op de ingeslagen weg. Succes bleef ook nu niet uit. Het succes werd mede aangewakkerd doordat ontdekker Willem Duys veelvuldig zijn muziekprogramma Muziekmozaïek gebruikte om de muziek van Van Otterloo te promoten, overigens zonder op al te veel weerstand te stuiten. André van Duijn maakte er een parodie op.
In de Durecostudio zat Dick Bakker achter de knoppen, later opvolger van Van Otterloo.

## Musici
- Thijs van Leer – dwarsfluit
- Letty de Jong – zangstem
- Rogier van Otterloo – arrangeur, dirigent

## Muziek
| Nr. | Titel                                        | Duur |
| --- | -------------------------------------------- | ---- |
| 1.  | Goyescas no 4 (Enrique Granados)             | 5:28 |
| 2.  | Rondo II (Van Otterloo)                      | 2:57 |
| 3.  | Introduction (Domenico Cimarosa)             | 4:25 |
| 4.  | Siciliano (Johann Sebastian Bach)            | 2:22 |
| 5.  | Focus III (Van Leer)                         | 4:18 |
| 6.  | Larghetto & allegro (Georg Friedrich Händel) | 4:21 |
| 7.  | Introspection II (Van Otterloo)              | 3:25 |
| 8.  | Sheep may safely graze (Bach)                | 4:20 |
| 9.  | Mild wild rose (Van Leer)                    | 3:00 |
| 10. | Bist du bei mir (Stöltzel, Bach)             | 2:10 |
| 11. | Carmen Elysium (Van Leer)                    | 3:26 |

## Hitlijsten
Het album stond 41 weken in de Nederlandse Album Top 100, waarvan 1 week op nummer 1.

## Hitnotering

### NederlandseAlbum Top 100
| Hitnotering: 08-11-1975 t/m 21-08-1976 | Hitnotering: 08-11-1975 t/m 21-08-1976 | Hitnotering: 08-11-1975 t/m 21-08-1976 | Hitnotering: 08-11-1975 t/m 21-08-1976 | Hitnotering: 08-11-1975 t/m 21-08-1976 | Hitnotering: 08-11-1975 t/m 21-08-1976 | Hitnotering: 08-11-1975 t/m 21-08-1976 | Hitnotering: 08-11-1975 t/m 21-08-1976 | Hitnotering: 08-11-1975 t/m 21-08-1976 | Hitnotering: 08-11-1975 t/m 21-08-1976 | Hitnotering: 08-11-1975 t/m 21-08-1976 | Hitnotering: 08-11-1975 t/m 21-08-1976 | Hitnotering: 08-11-1975 t/m 21-08-1976 | Hitnotering: 08-11-1975 t/m 21-08-1976 | Hitnotering: 08-11-1975 t/m 21-08-1976 | Hitnotering: 08-11-1975 t/m 21-08-1976 | Hitnotering: 08-11-1975 t/m 21-08-1976 | Hitnotering: 08-11-1975 t/m 21-08-1976 | Hitnotering: 08-11-1975 t/m 21-08-1976 | Hitnotering: 08-11-1975 t/m 21-08-1976 | Hitnotering: 08-11-1975 t/m 21-08-1976 | Hitnotering: 08-11-1975 t/m 21-08-1976 |
| Week:                                  | 1                                      | 2                                      | 3                                      | 4                                      | 5                                      | 6                                      | 7                                      | 8                                      | 9                                      | 10                                     | 11                                     | 12                                     | 13                                     | 14                                     | 15                                     | 16                                     | 17                                     | 18                                     | 19                                     | 20                                     | 21                                     |
| -------------------------------------- | -------------------------------------- | -------------------------------------- | -------------------------------------- | -------------------------------------- | -------------------------------------- | -------------------------------------- | -------------------------------------- | -------------------------------------- | -------------------------------------- | -------------------------------------- | -------------------------------------- | -------------------------------------- | -------------------------------------- | -------------------------------------- | -------------------------------------- | -------------------------------------- | -------------------------------------- | -------------------------------------- | -------------------------------------- | -------------------------------------- | -------------------------------------- |
| Positie:                               | 16                                     | 3                                      | 2                                      | 2                                      | 2                                      | 1                                      | 2                                      | 3                                      | 3                                      | 4                                      | 4                                      | 5                                      | 6                                      | 5                                      | 5                                      | 7                                      | 14                                     | 12                                     | 15                                     | 17                                     | 20                                     |
| Week:                                  | 22                                     | 23                                     | 24                                     | 25                                     | 26                                     | 27                                     | 28                                     | 29                                     | 30                                     | 31                                     | 32                                     | 33                                     | 34                                     | 35                                     | 36                                     | 37                                     | 38                                     | 39                                     | 40                                     | 41                                     |                                        |
| Positie:                               | 24                                     | 24                                     | 31                                     | 31                                     | 31                                     | 31                                     | 31                                     | 37                                     | 31                                     | 35                                     | 39                                     | 42                                     | 42                                     | 43                                     | 50                                     | 41                                     | 43                                     | 45                                     | 46                                     | 47                                     | uit                                    |